# Armando Vázquez Crespo
Armando Vázquez Crespo (Bermés, Lalín, Pontevedra, 1938) es un escritor, historiador y periodista gallego.

## Biografía
Ha desarrollado toda su vida profesional en la capital de España desde su graduación en 1968 en la Escuela Oficial de Periodismo y en la Universidad de Comillas-Madrid . En los años 1968-76 fue jefe de sección en el periódico “Nuevo Diario”, con colaboraciones frecuentes en la prensa gallega y en revistas como “Chan”, “Criba”, “SP”, “Actualidad Española”, “Panorama”, o en el semanario “Vida Nueva”, donde mantuvo una sección fija durante cuatro años. En 1979-81 se encargó en el diario “ABC” de la crítica literaria de  libros publicados en gallego, una colaboración semanal heredada del poeta Celso Emilio Ferreiro.
En 1974  había ingresado en Televisión Española, donde, durante los 25 años previos a su jubilación, ocupó diversos cargos, como la dirección del informativo diario de la Primera Cadena “Gaceta cultural”, o del Centro de TVE en Galicia con sede en Santiago de Compostela. En los años 81-85 compaginó su trabajo en Televisión con el de  jefe del gabinete de Prensa del Banco de Crédito Agrícola-Cajas Rurales. 
Entre sus libros destaca una trilogía sobre Madrid, tres volúmenes de gran formato publicados por la Cámara de Comercio y la Fundación CEIM, el titulado “Quién es quien en la Iglesia de España”, y varios dedicados a divulgar la historia y el patrimonio cultural de su tierra natal, entre ellos:  “A comarca de Deza” (en colab.), “Carboeiro, el arte que renace de sus cenizas”, “Lalin, la Tierra de Deza”,  “Vila de Cruces, la Tierra de Carbia”, “Silleda, la Tierra de Trasdeza”... o la edición crítica del manuscrito inédito “Reseña histórica del condado de Deza”, de Francisco Vilariño.
En 1967 publicó la versión gallega, desde su original griego, de una selección de las fábulas de Esopo, con introducción de Álvaro Cunqueiro, y al año siguientre la primera traducción al mismo idioma de “Camino”, libro de referencia del Opus Dei.
Un grupo de amigos ha recogido en un último libro, “Memoria do tempo en Deza. Xentes, feitos, retrincos” (2008), la mayoría de los artículos firmados por el autor en diversos medios y relativos a su comarca natal, con un prólogo de su paisano el patriarca de las letras gallegas Xosé Neira Vilas.

## Obra
- “Quién es quien en la Iglesia de España” (1970)
- “La Iglesia nace y muere en el Este” (1972)
- “A comarca de Deza” (1989, 1997)(En colab. Daniel G. Alén)
- “Silleda, la Tierra de Trasdeza” (1991)
- “Del Tajo a Somosierra, o el otro Madrid de los pueblos” (1996)
- “Vila de Cruces, la Tierra de Carbia” (2000)
- “Carboeiro, el arte que renace de sus cenizas” (2001)
- “Madrid, barrio a barrio, de villa a metrópoli” (2001)
- “Feria Internacional Semana Verde de Galicia, 25 años” (2002)
- “Treinta hombres que hicieron Madrid” (2008)
- “Memoria do tempo en Deza” (2009)